# Małe planety
Małe planety (ang. Tiny Planets, 2002–2006) – amerykańsko-brytyjski serial animowany. Produkowany przez Sesame Workshop, HiT Entertainment i Noggin Originals, emitowany przez kanał telewizyjny JimJam.

## Opis fabuły
Serial opowiada o dwóch ufoludkach – Bingu i Bongu, którzy latają na swojej czarodziejskiej sofie, aby odkryć kolejne planety.

## Spis odcinków
| N/o            | Polski tytuł | Angielski tytuł     |
| -------------- | ------------ | ------------------- |
|                |              |                     |
| SERIA PIERWSZA |              |                     |
|                |              |                     |
| 01             |              | Sights and Sounds   |
|                |              |                     |
| 02             |              | Ups and Downs       |
|                |              |                     |
| 03             |              | Winds & Chimes      |
|                |              |                     |
| 04             |              | Bright & Dark       |
|                |              |                     |
| 05             |              | Round and Abouts    |
|                |              |                     |
| 06             |              | Bolts & Nuts        |
|                |              |                     |
| 07             |              | Wet and Dry         |
|                |              |                     |
| 08             |              | Eyes & Ears         |
|                |              |                     |
| 09             |              | Springs and Ladders |
|                |              |                     |
| 10             |              | Trial & Error       |
|                |              |                     |
| 11             |              | Slips & Slides      |
|                |              |                     |
| 12             |              | Points and Views    |
|                |              |                     |
| 13             |              | Two and Many        |
|                |              |                     |
| 14             |              | Hard and Soft       |
|                |              |                     |
| 15             |              | Big and Bigger      |
|                |              |                     |